# Dva rybáři
Dva rybáři, plným názvem Dva rybáři aneb Východ slunce (ve francouzském originále Les Deux Pêcheurs, ou le Lever du soleil) je opereta – autorské žánrové označení je „hudební bufonerie“, „bouffonnerie musicale“ – o jednom dějství francouzského skladatele Jacquese Offenbacha na libreto Charlese-Désiré Dupeutyho a Ernesta Bourgeta z roku 1857. Premiéru měla 13. listopadu 1857 v pařížském divadle Théâtre des Bouffes-Parisiens.

## Vznik a charakteristika
Nevelká hudební groteska Dva rybáři vznikla k doplnění rychle se střídajícího programu Bouffes-Parisiens na konci roku 1857. Text napsali velmi plodný a populární autor komedií a historických her Charles-Désiré Dupeuty (1798–1865) a textař a libretista Ernest-Alexandre-Joseph Bourget (1814–1864), kteří společně již pro Offenbacha vytvořili libreta k úspěšné operetě Tromb-al-ca-zar aneb Dramatičtí zločinci (1856) a příležitostnému kusu Cukrlátka ke křtu (1856). Původně poměrně rozměrně založená scéna byla určena pro dvě komické hvězdy divadla, Étienna Pradeaua a Gustava Gerprého. Ti byli totiž protagonisty Dvou slepců (Predeauovým partnerem byl původně Jean Berthelier, kterého po jeho odchodu z Bouffes v roli nahradil právě Gerpré), díla, které roku 1855 založilo pověst Bouffes-Parisiens i samotného Offenbacha a které bylo dosud jedním z nejhranějších kusů. Dva rybáři měli dát osvědčené dvojici novou příležitost.
První historik Bouffes-Parisiens Albert de Lasalle popisuje výsledek tohoto pokusu lakonicky: „Záměr vytvořit protějšek Dvou slepců zde byl jasně deklarován; ale obecenstvo došlo k závěru, že záměr nelze zaměňovat za výsledek.“ I Offenbachův životopisec Jean-Claude Yon se domnívá, že „tato nevýrazná napodobenina Dvou slepců zdaleka nedosahuje hodnoty svého vzoru“. Aby se dílo vůbec udrželo na repertoáru, musel poněkud rozvleklý text projít po premiéře důkladnou škrtací kúrou. Avšak Dva rybáři měli i své dobré stránky. Obecenstvo oceňovalo mistrovství obou hlavních představitelů i scénické řešení, především efekt východu slunce, který se dostal i do názvu operety a byl parodickým odkazem na slavný východ slunce ve 3. jednání slavné opery Prorok Giacoma Meyerbeera – Offenbachova velkého příznivce. Jednotlivé humorné písně – například duet Venez, venez, petits poissons nebo parodická balada o Castilbêtovi – navíc záhy pronikly do repertoáru kabaretů i salonů.
Na rozdíl od jiných Offenbachových aktovek z počátků Bouffes-Parisiens tato hudební bufonerie nenastoupila velkou mezinárodní kariéru. Hrála se však například v Antverpách (premiéra 10. listopadu 1862) a ve Španělsku, kde ji poprvé uvedlo madridské divadlo Teatro de la Zarzuela 4. ledna 1870 pod názvem Matar dos pájaros, překlad pořídil Luis Pacheco. Roku 1874 odkoupilo od nakladatele Branduse práva pro Itálii nakladatelství Sonzogno, ale o konkrétních uvedeních Dvou rybářů v Itálii doklady nejsou. V současnosti je doménou malých a amatérských francouzských divadel (např. od roku 2009 divadélko Cap Opérette). Kriticky obnovenou verzi představil roku 2009 koncertně vydavatel Offenbachova díla Jean-Christophe Keck s orchestrem Pasdeloup.
Opereta má introdukci a pět zpěvních čísel.

## Osoby a první obsazení

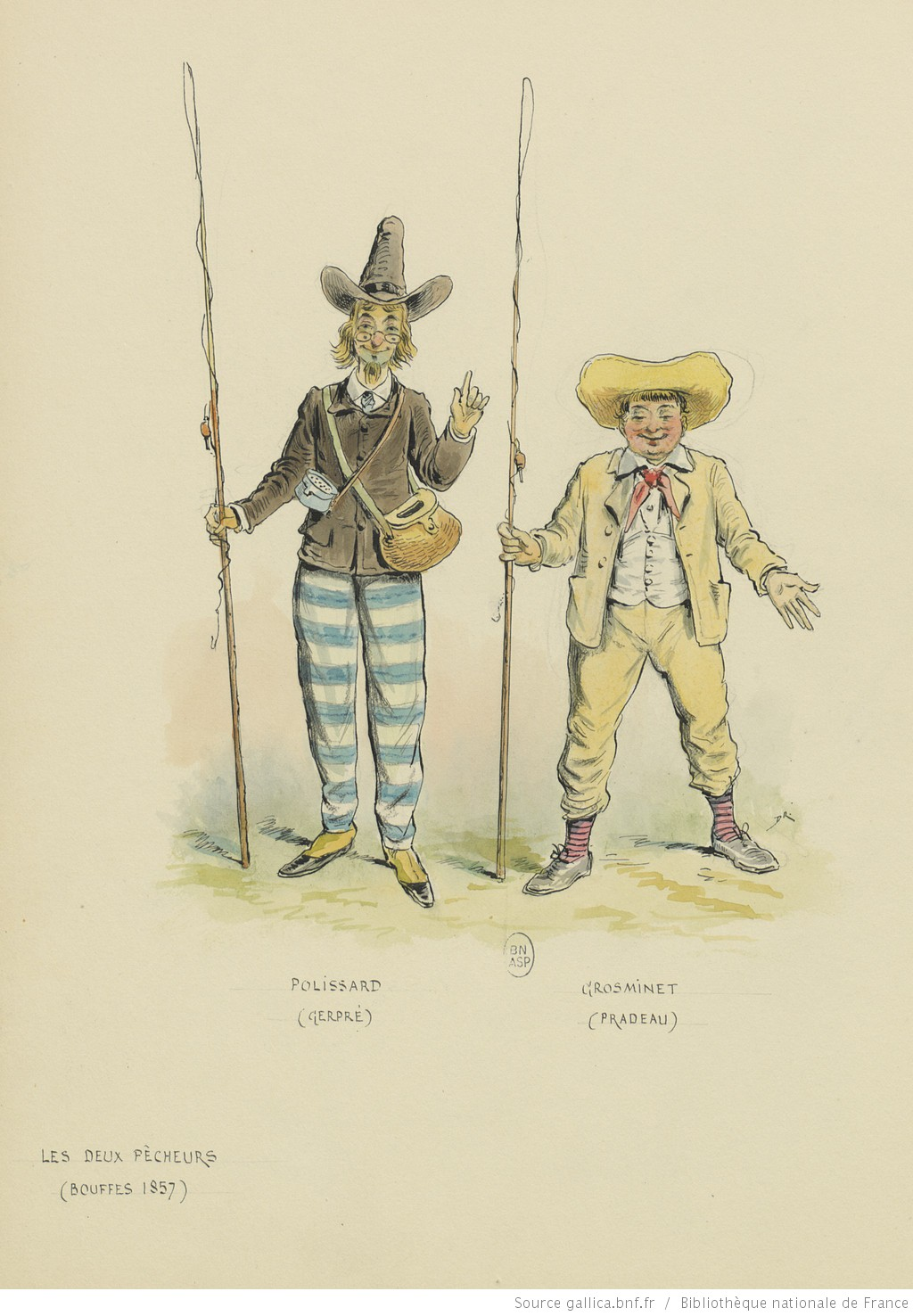
E. Pradeau a G. Gerpré jako „Dva rybáři“. Kresba Dranera (J.-J.-G. Renard) z roku 1857

| osoba      | hlasový obor | světová premiéra (13.11.1857) |
| ---------- | ------------ | ----------------------------- |
| Gros-Minet | tenor buffo  | Étienne Pradeau               |
| Polissard  | tenor        | Gustave Gerpré                |

## Děj operety
(Břeh ostrova na Marně naproti blázinci v Charentonu) Brzy ráno, ještě před východem slunce, se na břehu řeky nacházejí dva rybáři (č. 1 duet Venez, venez, venez, venez … petits poissons) Jeden z nich je skutečný náruživý rybář, povoláním soudní vykonavatel, pan Gros-Minet, ale druhý – pan Polissard – zde rybaření jen předstírá a čeká na znamení z protějšího břehu, aby unesl svou milou Octavii, kterou její strýc a poručník žárlivě střeží. Není tedy divu, že žádný způsob, jakým se ho Gros-Minet snaží vystrnadit ze „svého“ loviště, nezabere – ani když mu Gros-Minet začne zpívat píseň o žábě s bolavými zuby, která dosud každého posluchače donutila zdvořile se vzdálit … (č. 2 píseň „Žába s kaméliemi“ – Dans l'intérieur d'une citrouille). Poté se Polissarda snaží zastrašit informací, že se v okolí potuluje nebezpečný uprchlík z blázince, který má zvlášť spadeno na muže se špičatými klobouky, jakým se právě Polissard honosí. Polissardem ani to nehne, prořekne se však, že má hrůzu ze vzteklých psů. Gros-Minet tedy předstírá příznaky vztekliny a konečně se mu podaří Polissarda zahnat.
O samotě Gros-Minet vypráví, že je za noci mírný jako beránek, ale jen co vyjde slunce, stává se tyranem. A dnešního dne má jeden hlavní úkol: dostat do vězení jistého Polissarda za nekrytou směnku. Na scénu se vrací Polissard, ale rozcuchaný a oblečený jen rákosem. Vydává se za zmíněného uprchlého blázna. Vystrašený Gros-Minet se ovšem snaží jeho rozmarům neodporovat a musí od šílence, který je prý bratrancem Gastibelzy ze známé písně, vyslechnout truchlivou baladu o tom, jak přišel o rozum (č. 3 Castilbêta, le pêcheur à la ligne). Pak nabízí rybáři výbornou radu ohledně návnady. Gros-Minet je ochoten poslouchat, ale když podstatou rady je, aby si na krk uvázal kámen a vrhl se do vody – v čemž mu šílenec hodlá pomoci – bere Gros-Minet nohy na ramena…
Polissard dále čeká na znamení z druhého břehu a z nudy rybaří. Jenže jeho milá se nečekané vrátivšímu se strýci přiznala k jejich plánu, a navíc se Gros-Minet dozvěděl jméno jejího ctitele – Polissard, onen směnečný dlužník! Teď se strýc mladého muže hodlá zmocnit a dát mu za vyučenou za oba prohřešky. Jenže aby to dokázal, musí počkat, až vyjde slunce a jemu se vrátí zlostná povaha. Zatím si s Polissardem krátí čas činností, ve které nalézají společného koníčka – hádankami a rébusy.
Slunce vychází a oba muži je vítají (č. 4 duet „Východ slunce“ – Ah! oh! ah! oh! me trompai-je?). Gros-Minet nabývá svou rozhodnost a chystá se Polissarda zadržet. Ale ten vysvětluje, že se jedná o nedorozumění. Směnku musel vydat někdo jiný, on sám se totiž ve skutečnosti nejmenuje Polissard, ale Polisson (tj. „nemrava“). Jméno Polissard své Octavii jen předstíral, protože „nemravovo“ dvoření by stěží vyslyšela. Gros-Minet tak navíc zjišťuje, že mladík je jeho synovcem. Kdysi dávno se jej strýc zřekl – stačilo, že se musel starat o neteř Octavii – ale mezitím Polissard zdědil značné jmění a od té doby ho Gros-Minet hledal právě proto, aby ho oženil s Octavií! Gros-Minet tedy ulovil zámožného synovce, Polissard nevěstu a oba rybáři jsou s dnešním úlovkem spokojeni (č. 5 finále Si nous avons fait sourire).

## Nahrávka
- 1977 (rozhlasová nahrávka WDR - dosud nevydaná) zpívají Aniol, Liecke a Meinertzhagen - německy
- 1985 (LP TLP Production - výběr hudebních čísel) Zpívají: (Gros-Minet) Bernard Sinclair, (Polissard) Michel Courché, Les Solistes de Liège řídí Emmanuel Koch.
- 1987 (LP BOURG BG 2016 – společně s Růží ze Saint-Flouru, výběr hudebních čísel) Zpívají: (Gros-Minet) Jean Kriff, (Polissard) François Salez.
- Balada Castilbêta vyšla na souboru 2 CD „Entre Nous: Celebrating Offenbach“, který vydalo nakladatelství Opera Rara roku 2007. Zpívají Mark Stone a Loïc Félix, London Philharmonic Orchestra řídí David Perry.